# Бранко Владушић
Бранко Владушић (Зрмања, код Грачаца, 1. април 1917 — Срб, код Доњег Лапца, 5. март 1942) био је учесник Народноослободилачке борбе и народни херој Југославије.

## Биографија
Рођен је 1. априла 1917. године у селу Зрмања код Грачаца. Одрастао је међу шесторо деце сиромашних сељака Ђурђа и Јованке. Основну школу завршио је у Зрмањи и до одласка у југословенску војску бавио се земљорадњом. После одслужења војног рока, пријавио се и добио службу у жандармерији.
У Априлском рату 1941. године избегао је заробљавање и из Србије се вратио у родни крај. По повратку је морао да се скрива од усташа. Кријући се по околним шумарцима, радио је на припремању оружане борбе, па је 27. јула 1941. године ступио у Десети герилски одред под руководством Милојка Ћука. Већ сутрадан, 28. јула, учествовао је с одредом у разоружавању оружничке постаје у Зрмањи. Истог дана, у потрази за усташама и оружницима, заједно с братићем Душаном, приближио се до железничког вијадукта Бендер, где су на препад заробили четири домобрана и спровели их у Штаб одреда.
После ослобођења Зрмање, Бранко је учествовао у борбама с усташама и домобранима код Грачаца. После уласка Италијана у Грачац, Бранко се повукао са својим одредом на положаје око Зрмање. Почетком октобра 1941. године, учествовао је с групом Зрмањаца у борби против домобранско-усташких снага, које су продирале према Доњем Лапцу.
Владушић је с већом групом Зрмањаца, 23. новембра 1941. године, ступио у Другу чету батаљона „Марко Орешковић“. У овој јединици је учествовао у нападу на Плитвице, 25. децембра 1941. године, а затим у Гацкој долини. Истакао се у жестоким окршајима око Коренице, крајем 1941. и почетком 1942. године. У борбама на Шијановом Кланцу, с групом бораца ускочио је међу Италијане и сам заробио три војника и једног официра и отео им пушкомитраљез и пиштољ. Исте особине Бранко је испољио и наредних дана у тешким окршајима с италијанском колоном која је надирала према Турјанском—Радовом Кланцу, као и у борбама с усташама и домобранима у Рамљанима и Чанку, те у опсади Коренице.
У нападу на Доњи Лапац, 28. фебруара 1942. године, Бранко је постао десетар. С борцима Мићаном Продановићем и Немањом Марчетићем привукао се у непосредну близину црквеног дворишта и зграде Среског начелства. Ту су се укопали у снег и непрестано гађали италијанске бункере. Како у почетку напада нису постигнути успеси, сва тројица су се нашли у окружени брисаним простором. Бранко је са својим друговима успео да издржи до ноћи, када су кренули у јуриш.
У нападу на Срб, 4. марта 1942. године, Бранко је био на челу своје десетине, са својим пушкомитраљезом. Први јуриш на место није успео. Сутрадан, 5. марта, његов вод се повукао у заселак Цигановићи, да с те стране држе блокаду италијанског гарнизона. Тада је Бранко, сам с пушкомитраљезом, заузео положај у заклону, стотинак метара далеко од италијанских бункера. На положају је остао више од три сата, све док у борби с непријатељем није био смртно погођен.
У мају 1942. године, приликом оснивања батаљона од нових добровољаца у Зрмањи, у присуству батаљона „Марко Орешковић“ и народа Зрмање, једногласно је био прихваћен предлог да се нови батаљон назове његовим именом.
Указом председника Федеративне Народне Републике Југославије Јосипа Броза Тита 27. новембра 1953. године, проглашен је за народног хероја.